# Skrobak do butów

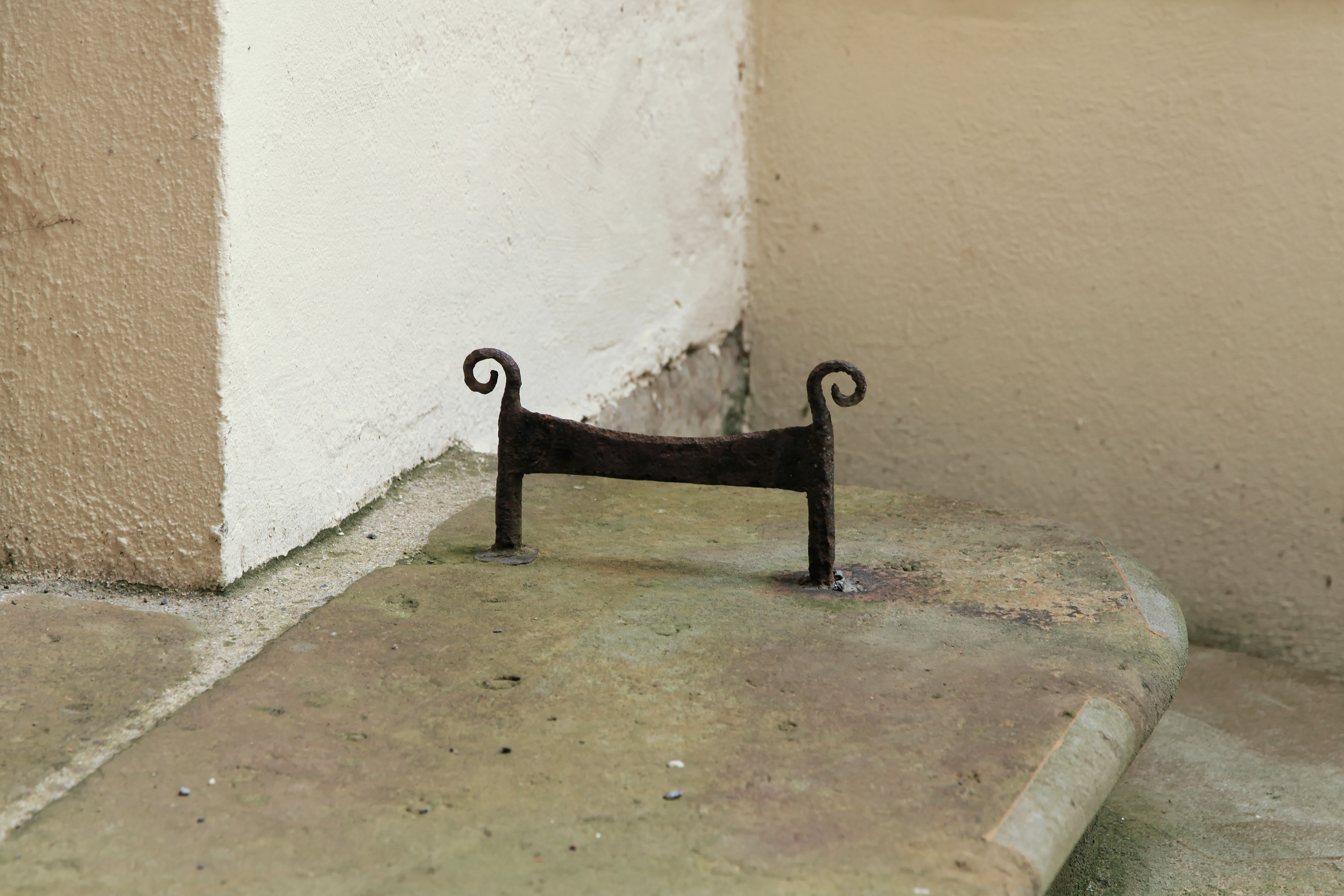
Skrobak przy drzwiach

Skrobak lub skrobaczka do butów – niewielki, zwykle metalowy przyrząd do czyszczenia podeszwy buta, umieszczany w okolicy drzwi wejściowych.
Skrobaki do butów mogą mieć formę prostej blaszki lub posiadać finezyjne zdobienia. Mogą być wmurowane w próg lub w ścianę budynku. 
Upowszechniły się w miastach pod koniec XVIII wieku, kiedy to przydatne były do zeskrobywania błota z butów. Od połowy XX wieku, wraz z polepszeniem się czystości ulic, zaczęły tracić nieco na znaczeniu i wiele z nich zostało usuniętych podczas remontów ulic.

## Galeria

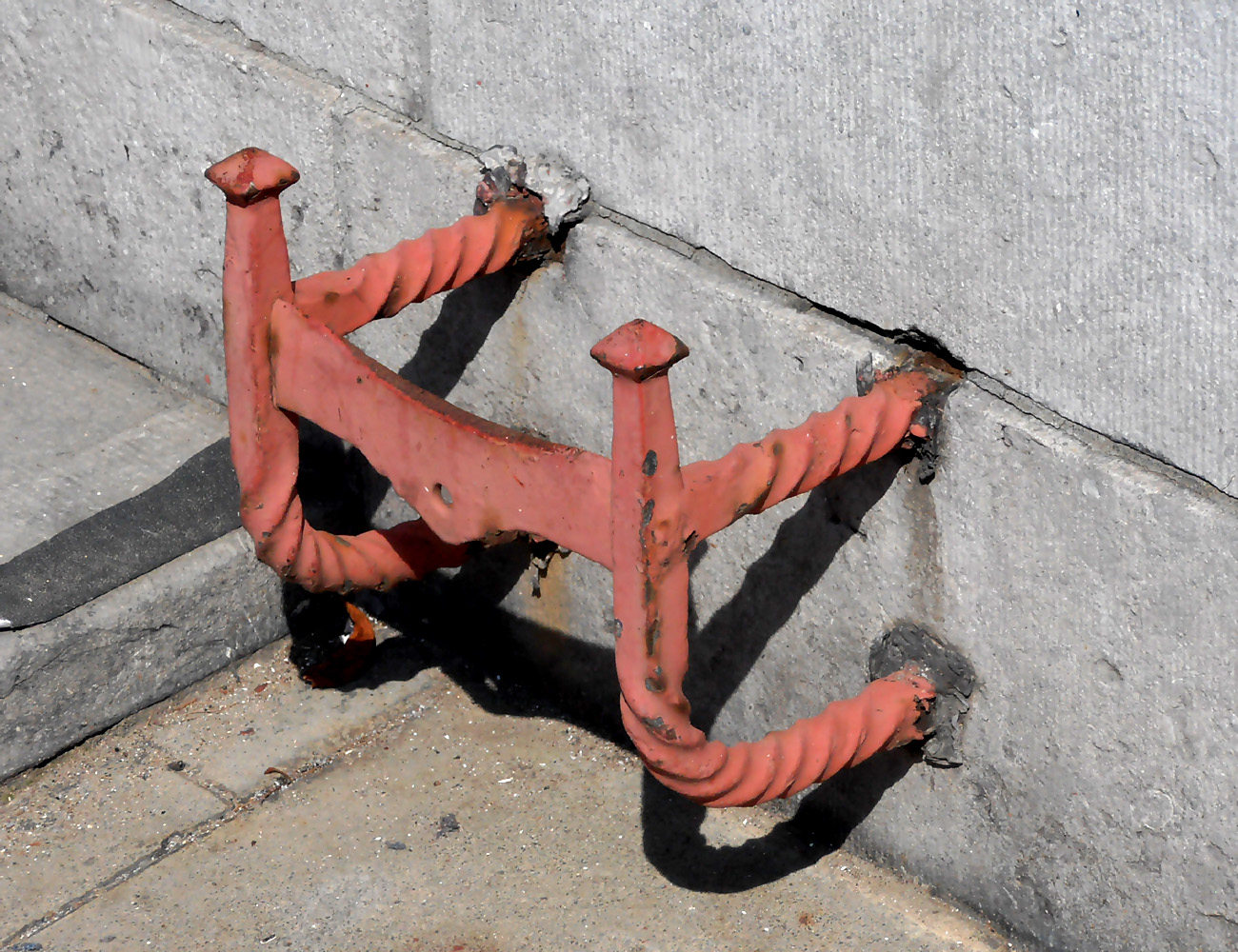
Skrobak w ścianie
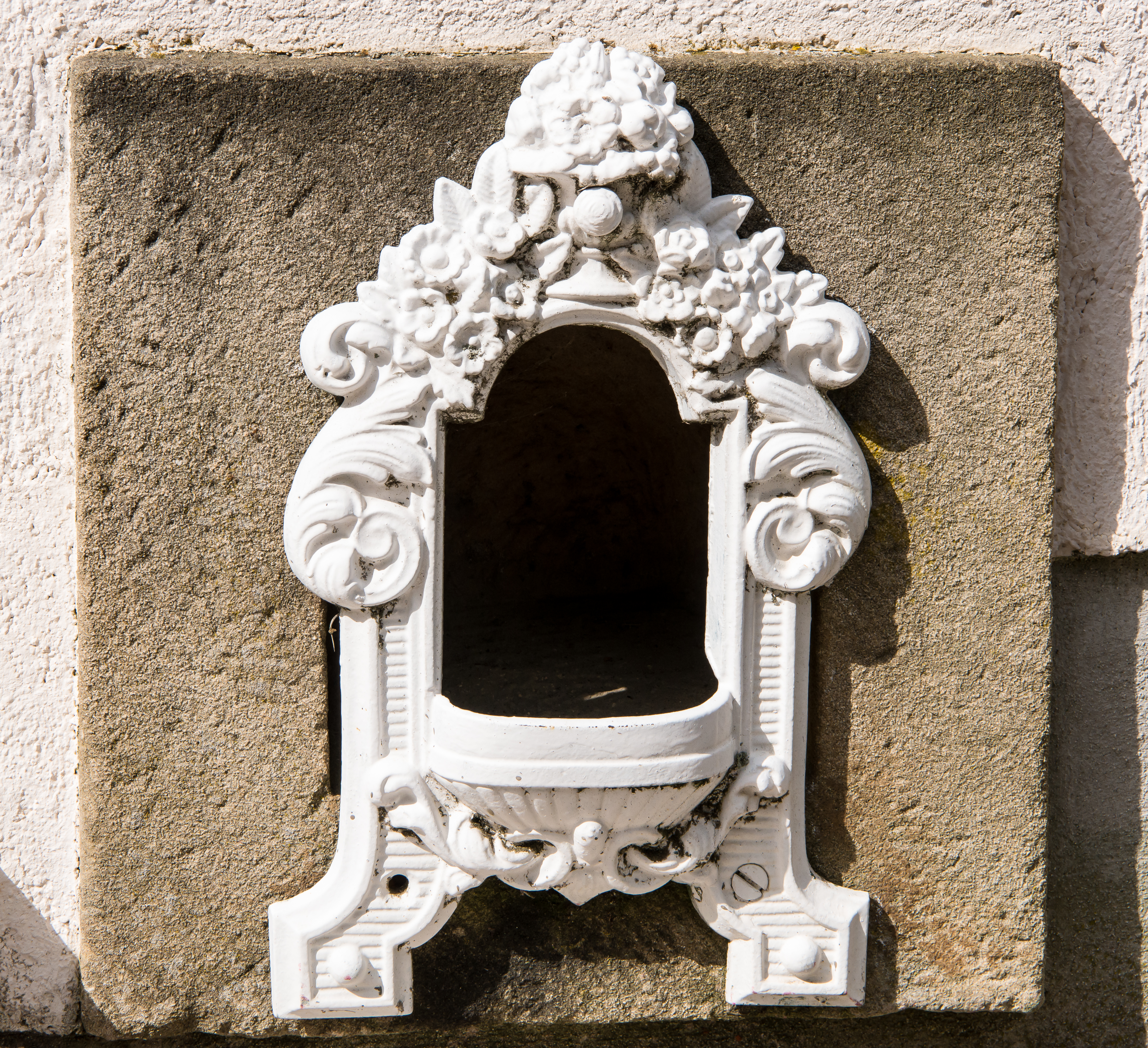
Ozdobny skrobak
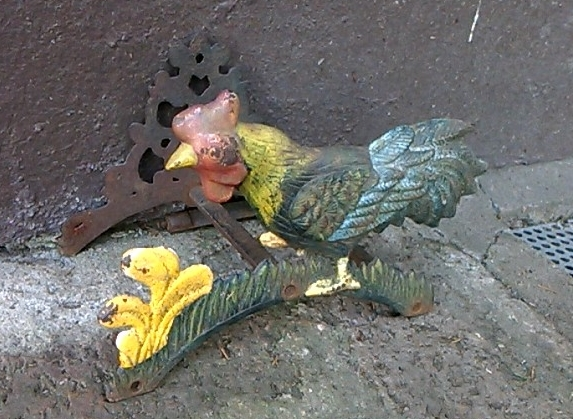
Skrobak w kształcie koguta